# Kíevka (Rostov)
|  | Per a altres significats, vegeu «Kíevka». |

Kíevka (en rus: Киевка) és un poble de l'óblast de Rostov, a Rússia, que en el cens del 2010 tenia 955 habitants, pertany al districte de Remóntnoie.